# 木村伸吾
木村 伸吾（きむら しんご） は、日本の水産海洋学者。東京大学大学院新領域創成科学研究科教授、東京大学大気海洋研究所教授、水産海洋学会会長。

## 人物・経歴
1984年、東京水産大学（現東京海洋大学）水産学部海洋環境工学科卒業。
1989年、東京大学大学院農学系研究科水産学専攻博士課程修了、農学博士、日本学術振興会特別研究員、東京大学海洋研究所助手。
2001年、東京大学海洋研究所助教授。
2003年、日本海洋学会幹事。
2005年、日本海洋学会評議員。
2006年、東京大学大学院新領域創成科学研究科教授。
2009年、水産海洋学会副会長。
2013年、水産海洋学会編集委員長。
2017年、水産海洋学会副会長。
2021年、水産海洋学会会長。
水産海洋学、海洋環境学が専門。文部科学省科学技術・学術審議会海洋開発分科会海洋生物委員会専門委員。

## 受賞歴
- 2000年 北太平洋海洋科学機構年次総会最優秀論文賞[2]
- 2002年 水産海洋学会論文賞[2]
- 2005年 水産海洋学会論文賞[2]
- 2007年 日本水産学会論文賞[2]
- 2010年 水産海洋学会宇田賞[2]
- 2012年 日本水産学会論文賞[2]
- 2014年 河川財団河川整備基金助成事業成果発表会優秀発表者[2]